# 栃木県の神社一覧
栃木県の神社一覧（とちぎけんのじんじゃいちらん）は、栃木県にある神社を市町ごとにまとめた一覧である。
記載基準としては
- 近代社格制度における県社以上の神社および別表神社
- 『延喜式神名帳』に記載されている式内社の後裔社
- 文化財保護法に基づき国（文部科学大臣）が指定した文化財、または栃木県文化財保護条例に基づき同県教育委員会が指定した文化財を有する神社
- 特殊神事が行われる神社

のいずれかに該当するものとする。
なお、県内の八幡宮については八幡宮#関東地方およびCategory:八幡宮も参照のこと。

## 宇都宮市
宇都宮市にある神社
| 神社名         | 所在地           | 主な祭神                               | 神社系列   | 神社庁 | 公式サイト     | 備考 |
| 二荒山神社     | 馬場通り（位置） | 豊城入彦命                             |            |        |                | 下野国一宮 国幣中社 別表神社 式内社（名神大社、下野国河内郡二荒山神社） 鉄製狛犬、三十八間星兜は国の重要美術品に認定 太刀、屋台は県指定有形文化財 絹本著色三十六歌仙、紙本墨書新式和歌集、蒲生秀実書簡、古文書、大幟、宇都宮大明神祭礼図、紙本墨書屏風は市指定有形文化財 蓬菜町の屋台は市指定有形民俗文化財 太々神楽、堀米の田楽舞は市指定無形民俗文化財 樋爪氏の墓は市指定史跡 |
| 蒲生神社       | 塙田（位置）     | 蒲生君平                               |            |        | 蒲生神社       | 県社 紙本淡彩蒲生君平像は市指定有形文化財 |
| 栃木県護国神社 | 陽西町（位置）   | 明治維新以降の郷土出身の戦没者55,361柱 | 護国神社   |        | 栃木県護国神社 | 内務大臣指定護国神社 |
| 雀宮神社       | 雀宮町（位置）   | 素盞嗚命                               |            |        |                | 郷社 |
| 智賀都神社     | 徳次郎町（位置） | 大己貴命                               | 二荒山神社 |        |                | 郷社 ケヤキは県指定天然記念物 篠井神祠は市指定有形文化財 屋台は市指定有形民俗文化財 |
| 羽黒山神社     | 今里町（位置）   | 宇迦之御魂命 菊理姫命                  | 羽黒神社   |        |                | 郷社 羽黒山山頂に鎮座 本殿、撞鐘堂、刀は市指定有形文化財 スギは市指定天然記念物 梵天祭りが行われる |
| 今泉八坂神社   | 今泉（位置）     | 須佐之男命                             | 祇園神社   |        | 今泉八坂神社   | 村社 太々神楽は市指定無形民俗文化財 |
| 関白山神社     | 関白（位置）     | 藤原利仁                               |            |        |                | 村社 関白獅子舞は県指定無形民俗文化財 |
| 高龗神社       | 芦沼町（位置）   | 高龗神                                 |            |        |                | 村社 本殿は市指定有形文化財 スギは市指定天然記念物 |
| 高龗神社       | 下小池町（位置） | 高龗神                                 |            |        |                | 村社 |
| 日枝神社       | 新里町乙（位置） | 大山咋命                               | 日吉神社   |        |                | 村社 紙本墨書大般若経は県指定有形文化財 宗円獅子舞は市指定無形民俗文化財 |
| 平出雷電神社   | 平出町（位置）   | 別雷之大神                             | 加茂神社   |        |                | 村社 |
| 阿蘇神社       | 飯山町（位置）   | 磐裂神                                 |            |        |                | 飯山の獅子舞は市指定無形民俗文化財 |
| 北野神社       | 白沢町（位置）   | 菅原道真                               | 天満宮     |        |                | 白沢甲部彫刻屋台は市指定有形民俗文化財 |
| 須賀神社       | 白沢町（位置）   | 素戔嗚尊                               | 祇園神社   |        |                | 白沢南彫刻屋台は市指定有形民俗文化財 |
| 塙田八幡宮     | 塙田（位置）     | 誉田別命                               | 八幡宮     |        |                | |
| 山神社         | 下岡本町（位置） | 大山津見命                             |            |        |                | |
| 雷神社         | 塙田（位置）     | 大雷神                                 |            |        |                | 御蔵山古墳は市指定史跡 |
| 表 話 編 歴    |                  |                                        |            |        |                | |

## 足利市
足利市にある神社
| 神社名           | 所在地           | 主な祭神                         | 神社系列   | 神社庁 | 公式サイト | 備考 |
| 下野國一社八幡宮 | 八幡町（位置）   | 誉田別命 大帯姫命 姫大神         | 八幡宮     |        |            | 県社 本殿、八幡郷検地帳は県指定有形文化財 八幡山古墳群は県指定史跡 幣殿、拝殿、銅造鳥居、延文記録、大永化縁状、下野足利領八幡山御縄打水帳及び名寄帳、銅造鳥居、下野國一社八幡宮所蔵資料、放生会の碑は市指定有形文化財 クロマツは市指定天然記念物 |
| 大原神社         | 大前町（位置）   | 天児屋根命 経津主命 武甕槌命     |            |        |            | 郷社 神楽は市指定無形民俗文化財 |
| 樺崎八幡宮       | 樺崎町（位置）   | 誉田別命                         | 八幡宮     |        |            | 郷社 樺崎寺跡は国の史跡 石造層塔、本殿は市指定有形文化財 太々神楽は市指定無形民俗文化財 スギは市指定天然記念物 |
| 川崎天満宮       | 川崎町（位置）   | 菅原道真                         | 天満宮     |        |            | 郷社 日光例幣使短冊は市指定有形文化財 |
| 御厨神社         | 福富町（位置）   | 天照皇大神                       | 神明神社   |        |            | 郷社 御筒粥、御田植は市指定無形民俗文化財 |
| 八雲神社         | 通（位置）       | 素盞嗚男命                       | 祇園神社   |        |            | 郷社 薙刀、獅子頭、神輿は市指定有形文化財 イチョウは市指定天然記念物 |
| 赤城神社         | 上渋垂町（位置） | 磐裂神                           | 赤城神社   |        |            | 村社 本殿は市指定有形文化財 |
| 伊勢神社         | 伊勢町（位置）   | 天照皇大神                       | 神明神社   |        |            | 村社 回漕問屋忠兵衛の石燈籠は市指定有形文化財 |
| 板倉神社         | 板倉町（位置）   | 大己貴命 味耜高彦根命 田心姫命   | 二荒山神社 |        |            | 村社 石棒は県指定有形文化財 神迎祭は市指定無形民俗文化財 |
| 厳島神社         | 名草上町（位置） | 市杵島毘売命                     | 厳島神社   |        |            | 村社 名草の巨石群は国の天然記念物 |
| 稲荷神社         | 菅田町（位置）   | 稲倉魂命                         | 稲荷神社   |        |            | 村社 板絵著色三十六歌仙図は市指定有形文化財 |
| 大山祇神社       | 大沼田町（位置） | 大山祇命                         |            |        |            | 村社 太々神楽は市指定無形民俗文化財 |
| 篠生神社         | 葉鹿町（位置）   | 素盞嗚男命 櫛稲田姫命            |            |        |            | 村社 社叢は市指定天然記念物 |
| 日光鹿島神社     | 大久保町（位置） | 事代主命 建御雷男命              | 鹿島神社   |        |            | 村社 天井板絵は市指定有形文化財 |
| 日光神社         | 名草中町（位置） | 大己貴命 味鉏高彦根命 田心姫命   | 二荒山神社 |        |            | 村社 スギは市指定天然記念物 |
| 星宮神社         | 梁田町（位置）   | 天津彦火瓊瓊杵命                 |            |        |            | 村社 本殿は市指定有形文化財 地租改正絵馬は市指定有形民俗文化財 |
| 母衣輪神社       | 福居町（位置）   | 日子番能邇邇芸命 日本武尊 比売神 |            |        |            | 村社 イチョウ、クスノキは市指定天然記念物 |
| 松田神社         | 松田町（位置）   | 大己貴命                         |            |        |            | 村社 スギは市指定天然記念物 |
| 三崎稲荷神社     | 大前町（位置）   | 宇賀廼御魂命 大宮姫命 猿田彦神   | 稲荷神社   |        |            | 村社 絵馬は市指定有形民俗文化財 |
| 八雲神社         | 緑町（位置）     | 素盞嗚男命                       | 祇園神社   |        |            | 村社 神鏡は市指定有形文化財 |
| 雷電神社         | 本城（位置）     | 大雷神                           |            |        |            | 村社 大和流神代神楽は市指定無形民俗文化財 |
| 織姫神社         | 西宮町（位置）   | 八千々姫命 天御鉾命              |            |        |            | 社殿、社務所、手水舎、神楽殿は国の登録有形文化財 |
| 春日神社         | 小俣町（位置）   | 天児屋根命                       | 春日神社   |        |            | 本殿は県指定有形文化財 |
| 八坂神社         | 島田町（位置）   | 須佐之男命                       | 祇園神社   |        |            | |
| 表 話 編 歴      |                  |                                  |            |        |            | |

## 栃木市

### 栃木地域
栃木市（地域自治区が設置されている地域以外）にある神社
| 神社名       | 所在地             | 主な祭神               | 神社系列 | 神社庁 | 公式サイト | 備考                                                                                                 |
| 太平山神社   | 平井町（位置）     | 瓊瓊杵命               |          |        | 太平山神社 | 県社 式内社（下野国都賀郡大神社） 本殿、拝殿、随神門、随神門天井絵、境内社星宮神社は市指定有形文化財 |
| 大神神社     | 惣社町（位置）     | 倭大物主櫛玉命         | 三輪神社 |        |            | 県社 式内社（下野国都賀郡大神社） 神楽、鉾祭は市指定無形民俗文化財 下野惣社は市指定史跡              |
| 神明宮       | 旭町（位置）       | 天照皇大神             | 神明神社 |        |            | 県社 本殿、拝殿、棟札は市指定有形文化財                                                              |
| 東宮神社     | 皆川城内町（位置） | 武甕槌命               |          |        |            | 郷社                                                                                                 |
| 大宮神社     | 大宮町（位置）     | 大己貴命               |          |        |            | 村社 獅子舞は市指定無形民俗文化財                                                                    |
| 平柳星宮神社 | 平柳町（位置）     | 磐裂命 根裂命 経津主命 |          |        |            | 村社                                                                                                 |
| 宮目神社     | 田村町（位置）     | 大物主命 大山祇命      |          |        |            | 村社 下野国庁跡は国の史跡 祭儀習俗は市指定無形民俗文化財                                             |
| 表 話 編 歴  |                    |                        |          |        |            | |

### 大平地域
栃木市大平地域にある神社
| 神社名         | 所在地               | 主な祭神   | 神社系列 | 神社庁 | 公式サイト | 備考                                      |
| 春日神社       | 大平町横堀（位置）   | 天児屋根命 | 春日神社 |        |            | 村社 横掘の太々神楽は市指定無形民俗文化財 |
| 諏訪神社       | 大平町真弓（位置）   | 建御名方命 | 諏訪神社 |        |            | 村社 百首歌額は市指定有形文化財           |
| 西水代八坂神社 | 大平町西水代（位置） | 素盞嗚命   | 祇園神社 |        |            | 村社                                      |
| 表 話 編 歴    |                      |            |          |        |            |                                           |

### 藤岡地域
栃木市藤岡地域にある神社
| 神社名      | 所在地             | 主な祭神       | 神社系列 | 神社庁 | 公式サイト | 備考                                                                                   |
| 大前神社    | 藤岡町大前（位置） | 於褒婀娜武知命 |          |        |            | 郷社 式内社（下野国都賀郡大前神社）                                                    |
| 藤岡神社    | 藤岡町藤岡（位置） | 大日霊貴命     |          |        |            | 村社 藤岡神社遺跡から出土した竪穴建物や石器などは国の重要文化財 ケヤキは栃木県名木百選 |
| 部屋八幡宮  | 藤岡町部屋（位置） | 誉田別命       |          |        |            | 村社                                                                                   |
| 表 話 編 歴 |                    |                |          |        |            |                                                                                        |

### 都賀地域
栃木市都賀地域にある神社
| 神社名      | 所在地               | 主な祭神                            | 神社系列 | 神社庁 | 公式サイト | 備考                                                       |
| 磐根神社    | 都賀町合戦場（位置） | 磐裂命 根裂命 大日霊貴命            |          |        |            | 村社                                                       |
| 木八幡宮    | 都賀町木（位置）     | 誉田別命                            | 八幡宮   |        |            | 村社 木の杖術は県指定無形民俗文化財                        |
| 鷲宮神社    | 都賀町家中（位置）   | 天日鷲命 大己貴命 豊受姫命 火産霊命 | 鷲神社   |        | 鷲宮神社   | 村社 依田流太々神楽は市指定無形民俗文化財 強卵式が行われる |
| 表 話 編 歴 |                      |                                     |          |        |            |                                                            |

### 西方地域
栃木市西方地域にある神社
| 神社名      | 所在地               | 主な祭神                   | 神社系列 | 神社庁 | 公式サイト | 備考                                              |
| 近津神社    | 西方町本城（位置）   | 武甕槌命 大己貴命 事代主命 |          |        |            | 郷社                                              |
| 大宮神社    | 西方町真名子（位置） | 大国主命                   |          |        |            | 村社                                              |
| 愛宕神社    | 西方町金崎（位置）   | 火産霊命                   | 愛宕神社 |        |            | 本殿は市指定有形文化財 宇都宮領境界標は市指定史跡 |
| 表 話 編 歴 |                      |                            |          |        |            |                                                   |

### 岩舟地域
| 神社名      | 所在地               | 主な祭神 | 神社系列 | 神社庁 | 公式サイト | 備考                                                                            |
| 村檜神社    | 岩舟町小野寺（位置） | 誉田別命 | 八幡宮   |        |            | 郷社 式内社（下野国都賀郡村檜神社） 本殿は国の重要文化財 社叢は町指定天然記念物 |
| 表 話 編 歴 |                      |          |          |        |            |                                                                                 |

## 佐野市
佐野市にある神社
| 神社名         | 所在地           | 主な祭神                            | 神社系列 | 神社庁 | 公式サイト | 備考 |
| 唐沢山神社     | 富士町（位置）   | 藤原秀郷                            |          |        |            | 別格官幣社 別表神社 甲冑金具（避来矢）は国の重要文化財 脇差は県指定有形文化財 藤原秀郷公墳墓は市指定史跡                                                          |
| 朝日森天満宮   | 天神町（位置）   | 菅原道真                            | 天満宮   |        |            | 県社 菅神廟碑は市指定有形文化財 |
| 一瓶塚稲荷神社 | 田沼町（位置）   | 豊受姫命                            | 稲荷神社 |        |            | 郷社 銅製鳥居は国の重要美術品に認定 本殿は県指定有形文化財 蜀山人歌碑は市指定有形文化財                                                                           |
| 上羽田八幡宮   | 上羽田（位置）   | 誉田別命                            | 八幡宮   |        |            | 郷社 上羽田八幡神楽は市指定無形民俗文化財 |
| 示現神社       | 閑馬町（位置）   | 衣通姫命                            |          |        |            | 郷社 |
| 堀米八幡宮     | 堀米町（位置）   | 誉田別命                            | 八幡宮   |        |            | 郷社 |
| 八坂神社       | 葛生西（位置）   | 素盞嗚命                            | 祇園神社 |        |            | 郷社 |
| 赤城神社       | 植下町（位置）   | 彦狭島王命 日本武尊                 | 赤城神社 |        |            | 村社 銅造鳥居、神鈴は市指定有形文化財 |
| 浅沼八幡宮     | 浅沼町（位置）   | 誉田別命                            | 八幡宮   |        |            | 村社 おしどり塚歌碑は市指定有形文化財 阿曽沼城跡は市指定史跡 |
| 宇都宮神社     | 下彦間町（位置） | 大己貴命 田心姫命 味耜高彦根命      |          |        |            | 村社 ささら舞は市指定無形民俗文化財 |
| 宇都宮神社     | 白岩町（位置）   | 大己貴命                            |          |        |            | 村社 銅造鰐口は市指定有形文化財 |
| 熊野神社       | 船越町（位置）   | 伊弉册命 速玉男命 事解男命          | 熊野神社 |        |            | 村社 カヤは市指定天然記念物 |
| 鞍掛神社       | 戸室町（位置）   | 鵜葺草葺不合命 天児屋根命 足利有綱  |          |        |            | 村社 四文字額「奉納冠句合」は市指定有形文化財 |
| 小藤神社       | 中町（位置）     | 天児屋根命                          |          |        |            | 村社 |
| 雀神社         | 高橋町（位置）   | 豊城入彦命                          |          |        |            | 村社 |
| 諏訪神社       | 高萩町（位置）   | 建御名方神                          | 諏訪神社 |        |            | 村社 地租改正絵馬は市指定有形民俗文化財 |
| 人丸神社       | 小中町（位置）   | 柿本人麻呂                          |          |        |            | 村社 絹本著色柿本人麻呂神影は県指定有形文化財 絹本着色柿本人麻呂像、神楽面は市指定有形文化財 神楽は市指定無形民俗文化財 湧泉池は市指定天然記念物 神苑は市指定名勝 |
| 人丸神社       | 山形町（位置）   | 柿本人麻呂                          |          |        |            | 村社 |
| 藤田神社       | 越名町（位置）   | 天児屋根命 武甕槌命 経津主命 比売神 |          |        |            | 村社 越名河岸の絵馬は市指定有形民俗文化財 |
| 二柱神社       | 並木町（位置）   | 高皇産霊神 神皇産霊神               |          |        |            | 村社 本殿、拝殿、幣殿は県指定有形文化財 額絵馬は市指定有形民俗文化財                                                                                              |
| 星宮神社       | 大蔵町（位置）   | 邇々杵命                            |          |        |            | 村社 銅造鳥居は市指定有形文化財 和算額は市指定有形民俗文化財 |
| 浅間神社       | 喜多山町（位置） | 木花咲耶姫命                        | 浅間神社 |        |            | |
| 丸嶽山神社     | 多田町（位置）   | 大山祇命                            | 三島神社 |        |            | ケヤキは県指定天然記念物 |
| 表 話 編 歴    |                  |                                     |          |        |            | |

## 鹿沼市
鹿沼市にある神社
| 神社名       | 所在地         | 主な祭神                       | 神社系列   | 神社庁 | 公式サイト | 備考 |
| 今宮神社     | 今宮町（位置） | 大己貴命 田心姫命 味耜高彦根命 | 二荒山神社 |        |            | 県社 鹿沼今宮神社祭の屋台行事は国の重要無形民俗文化財 本殿、拝殿、幣殿、唐門、銅製鰐口は県指定有形文化財 太刀、刀、大太鼓は市指定有形文化財 |
| 加蘇山神社   | 上久我（位置） | 磐裂命 根裂命 武甕槌命         |            |        |            | 県社 カツラは県指定天然記念物 スギは市指定天然記念物                                                                                        |
| 喜久沢神社   | 見野（位置）   | 万里小路藤房                   |            |        |            | 県社 ツクバネガシは県指定天然記念物 |
| 賀蘇山神社   | 入粟野（位置） | 天御中主神 月読命 武甕槌命     |            |        |            | 郷社 国史見在社 遥拝殿は市指定有形文化財 樹齢1,800年余のスギの切り株は市指定天然記念物 関白流獅子舞は無形民俗文化財                         |
| 生子神社     | 樅山町（位置） | 瓊々杵命                       |            |        |            | 村社 泣き相撲は国の選択無形民俗文化財、市指定無形民俗文化財 日の出祭りは市指定無形民俗文化財                                                |
| 磯山神社     | 磯町（位置）   | 大己貴命 須世理姫命 事代主命   |            |        |            | 村社 本殿は県指定有形文化財 スギは市指定天然記念物                                                                                          |
| 君子神社     | 栃窪（位置）   | 大山咋命                       |            |        |            | 村社 栃窪の天念仏は国の選択無形民俗文化財                                                                                                   |
| 久我神社     | 下久我（位置） | 大己貴命 武甕槌男神            |            |        |            | 村社 本殿、境内社熊野神社本殿は市指定有形文化財                                                                                             |
| 小松神社     | 久野（位置）   | 大己貴命                       |            |        |            | 村社 本殿は市指定有形文化財 天下弌関白流獅子舞は市指定無形民俗文化財                                                                        |
| 胸形神社     | 村井町（位置） | 田心姫命                       | 宗像神社   |        |            | 村社 式内社（下野国都賀郡村檜神社） |
| 天満星宮神社 | 下粕尾（位置） | 菅原道真                       | 天満宮     |        |            | 天神坐像、懸仏は市指定有形文化財 |
| 古峯神社     | 草久（位置）   | 日本武尊                       |            |        | 古峯神社   | 刀は県指定有形文化財 深山巴の宿は県指定史跡                                                                                                 |
| 妙見神社     | 上粕尾（位置） | 天御中主神                     |            |        |            | 発光路の強飯式は国の重要無形民俗文化財 妙見立像は市指定有形文化財                                                                           |
| 表 話 編 歴  |                |                                |            |        |            | |

## 日光市
日光市にある神社
| 神社名                                     | 所在地                                     | 主な祭神                       | 神社系列   | 神社庁 | 公式サイト     | 備考 |
| 二荒山神社 二荒山神社中宮祠 二荒山神社奥宮 | 山内（位置） 中宮祠（位置） 男体山（位置） | 大己貴命 田心姫命 味耜高彦根命 |            |        | 日光二荒山神社 | 下野国一宮 · 国幣中社 · 別表神社 · 式内社（名神大社、下野国河内郡二荒山神社） · 小太刀（来国俊）、大太刀（倫光）は国宝 · 本殿、拝殿、神橋などは国の重要文化財 · 日光弥生祭付祭家体献備行事は県指定無形民俗文化財 · 中宮祠のイチイは県指定天然記念物 · 末社北野神社石造群は市指定有形文化財 · 女人堂、巫女石は市指定史跡 · |
| 日光東照宮                                 | 山内（位置）                               | 徳川家康                       | 東照宮     |        | 日光東照宮     | 別格官幣社 · 本殿、石の間、拝殿、陽明門などは国宝 · 神楽殿、神輿舎などは国の重要文化財 · 武徳殿は国の登録有形文化財 · 流鏑馬が行われる · |
| 報徳二宮神社                               | 今市（位置）                               | 二宮尊徳                       |            |        |                | 県社 二宮尊徳の墓は県指定史跡 田植祭が行われる |
| 今市瀧尾神社                               | 今市（位置）                               | 大己貴神 田心姫神 味耜高彦根神 | 二荒山神社 |        |                | 郷社 スギは市指定天然記念物 日光二荒山神社と同様に勝道上人による創始 山岡鉄舟筆の大幟が現存 |
| 高龗神社                                   | 大室（位置）                               | 大山祇命                       |            |        | 高龗神社       | 郷社 |
| 生岡神社                                   | 七里（位置）                               | 大己貴命                       |            |        |                | 村社 スギは県指定天然記念物 強飯式は市指定無形民俗文化財 エゾエノキは市指定天然記念物 |
| 岩崎神社                                   | 岩崎（位置）                               | 磐裂命 経津主命                |            |        |                | 村社 北白川宮智成親王筆の扁額が現存 |
| 磐裂神社                                   | 足尾町遠下（位置）                         | 磐裂尊 根裂尊 経津主尊         |            |        |                | 村社 |
| 清瀧神社                                   | 清滝（位置）                               | 大海津美神                     |            |        |                | 村社 サクラは市指定天然記念物 湯立神事が行われる |
| 小林瀧尾神社                               | 小林（位置）                               | 大己貴命 田心姫命 味耜高彦根命 | 二荒山神社 |        |                | 村社 |
| 高男神社                                   | 芹沼（位置）                               | 高龗神                         |            |        |                | 村社 |
| 日枝神社                                   | 野口（位置）                               | 大山咋神                       | 日吉神社   |        |                | 村社 本殿は県指定有形文化財 |
| 森友瀧尾神社                               | 森友（位置）                               | 田心姫命                       | 二荒山神社 |        | 森友瀧尾神社   | 村社 御田植祭が行われる |
| 温泉神社                                   | 湯元（位置）                               | 大己貴命 少彦名命              | 温泉神社   |        |                | 銅祠は国の重要文化財 |
| 金精神社                                   | 金精峠（位置）                             | 金精神                         | 金精神社   |        |                | |
| 猿田彦神社                                 | 足尾町（位置）                             | 猿田彦命                       | 猿田彦神社 |        |                | 庚申山碑は市指定有形文化財 コウシンソウは国の特別天然記念物 |
| 湯殿神社                                   | 湯西川（位置）                             | 大山祇命                       |            |        |                | 湯西川湯殿山神社祭礼は県選択無形民俗文化財 |
| 表 話 編 歴                                |                                            |                                |            |        |                | |

## 小山市
小山市にある神社
| 神社名       | 所在地           | 主な祭神                         | 神社系列 | 神社庁 | 公式サイト | 備考 |
| 高椅神社     | 高椅（位置）     | 磐鹿六雁命 国常立命              |          |        | 高椅神社   | 県社 式内社（下総国結城郡高椅神社） 楼門は県指定有形文化財 高椅神社文書は市指定有形文化財 絵馬は市指定有形民俗文化財 神楽は市指定無形民俗文化財 |
| 安房神社     | 粟宮（位置）     | 天太玉命 菟道稚郎子命            | 安房神社 |        |            | 郷社 式内社（下野国寒川郡阿房神社） 安房神社文書は市指定有形文化財 太々神楽は市指定無形民俗文化財 モミ群落は市指定天然記念物                    |
| 橿原神社     | 羽川（位置）     | 神倭磐余彦命                     | 橿原神社 |        |            | 郷社 |
| 須賀神社     | 宮本町（位置）   | 素盞嗚命 大己貴命 誉田別命       | 祇園神社 |        | 須賀神社   | 郷社 蓬莱鏡は国の重要美術品に認定 朱神輿は県指定有形文化財 月宮鑑、牛頭天皇額、徳川家康寄進状は市指定有形文化財 イチョウは市指定天然記念物      |
| 胸形神社     | 寒川（位置）     | 田心姫命 市杵島姫命 多岐津比売命 | 宗像神社 |        |            | 郷社 式内社（下野国寒川郡胸形神社） エノキは市指定天然記念物、栃木県名木百選                                                                    |
| 浅間神社     | 千駄塚（位置）   | 木花咲耶姫命                     | 浅間神社 |        |            | 村社 千駄塚古墳は県指定史跡 |
| 愛宕神社     | 城東（位置）     | 火産霊命                         | 愛宕神社 |        |            | 村社 愛宕塚古墳は県指定史跡 |
| 網戸神社     | 網戸（位置）     | 田心姫命                         | 宗像神社 |        |            | 村社 式内社（下野国寒川郡胸形神社） |
| 大川島神社   | 大川島（位置）   | 大己貴命                         |          |        |            | 村社 本殿、鳥居は市指定有形文化財 絵馬は市指定有形民俗文化財                                                                                    |
| 小宅八幡神社 | 小宅（位置）     | 応神天皇                         | 八幡宮   |        |            | 村社 カヤは市指定天然記念物 |
| 乙女八幡宮   | 乙女（位置）     | 誉田別命                         | 八幡宮   |        |            | 村社 鳥居は市指定有形文化財 |
| 国府神社     | 下国府塚（位置） | 大日霊貴命                       |          |        |            | 村社 ケヤキは市指定天然記念物 |
| 篠塚稲荷神社 | 大本（位置）     | 稲倉魂命                         | 稲荷神社 |        |            | 村社 本殿は市指定有形文化財 初午祭、神楽は市指定無形民俗文化財 塚古墳は市指定史跡                                                               |
| 白髭神社     | 出井（位置）     | 猿田彦命                         | 白鬚神社 |        |            | 村社 |
| 血方神社     | 田間（位置）     | 少彦名命                         |          |        |            | 村社 神楽は市指定無形民俗文化財 |
| 東箭神社     | 南小林（位置）   | 大己貴命                         |          |        |            | 村社 本殿は市指定有形文化財 |
| 中里神社     | 中里（位置）     | 菟道稚郎子命                     |          |        |            | 村社 本殿は市指定有形文化財 |
| 日枝神社     | 喜沢（位置）     | 大山咋命                         | 日吉神社 |        |            | 村社 ケヤキは市指定天然記念物 |
| 間中稲荷神社 | 間中（位置）     | 稲倉魂命                         | 稲荷神社 |        |            | 村社 本殿は市指定有形文化財 絵馬は市指定有形民俗文化財                                                                                          |
| 間々田八幡宮 | 間々田（位置）   | 誉田別命                         | 八幡宮   |        |            | 村社 蛇祭りは国の選択無形民俗文化財 コナラ、スギは市指定天然記念物                                                                              |
| 鷲神社       | 外城（位置）     | 大己貴命                         |          |        |            | 村社 鷲城跡は国の史跡 スギ並木、シラカシは市指定天然記念物                                                                                      |
| 愛宕神社     | 宮本町（位置）   | 火産霊命                         | 愛宕神社 |        |            | ケヤキは市指定天然記念物 |
| 獅子神社     | 井岡（位置）     | 菟道稚郎子命                     |          |        |            | 四神四獣鏡は市指定有形文化財 |
| 白鳥八幡宮   | 白鳥（位置）     | 誉田別命                         | 八幡宮   |        |            | 古式祭礼は市指定無形民俗文化財 |
| 表 話 編 歴  |                  |                                  |          |        |            | |

## 真岡市
真岡市にある神社
| 神社名         | 所在地         | 主な祭神                                          | 神社系列 | 神社庁 | 公式サイト     | 備考 |
| 大前神社       | 東郷（位置）   | 大己貴命 事代主命                                 |          |        | 大前神社       | 県社 式内社（下野国芳賀郡大前神社、下野国芳賀郡荒樫神社） 本殿、拝殿、両部鳥居、銅製灯籠、紙本墨書平家物語（大前神社本）、版本大般若経は県指定有形文化財 刀、元禄絵図、山内明府功徳之碑は市指定有形文化財 算額、永代大大御神楽之碑は市指定有形民俗文化財 神楽は市指定無形民俗文化財 |
| 長沼八幡宮     | 長沼（位置）   | 誉田別尊                                          | 八幡宮   |        |                | 郷社 銅製鳥居は県指定有形文化財 本殿、幣殿、拝殿、随身門は市指定有形文化財 太々神楽は市指定無形民俗文化財 ケヤキは市指定天然記念物 |
| 中村八幡宮     | 中（位置）     | 誉田別命                                          | 八幡宮   |        |                | 郷社 太刀、脇差、木造狛犬、紙本墨書伊達綱村夫人自筆願文は県指定有形文化財 社叢は県指定天然記念物 本殿は市指定有形文化財 太々神楽は市指定無形民俗文化財 ナツグミは市指定天然記念物 中村大塚古墳は市指定史跡                                                                          |
| 荒橿神社       | 八木岡（位置） | 事代主命                                          |          |        |                | 村社 本殿は市指定有形文化財 |
| 鹿島神社       | 西田井（位置） | 武甕槌命                                          | 鹿島神社 |        |                | 村社 本殿は市指定有形文化財 |
| 熊野神社       | 飯貝（位置）   | 伊弉册命 速玉男命 事解男命                        | 熊野神社 |        |                | 村社 本殿、石造鳥居、大般若経は市指定有形文化財 算額、神楽面は市指定有形民俗文化財 太太神楽は市指定無形民俗文化財 |
| 高龗神社       | 下籠谷（位置） | 高龗神                                            |          |        |                | 村社 |
| 千代ヶ岡八幡宮 | 久下田（位置） | 誉田別命                                          | 八幡宮   |        |                | 村社 |
| 大沖神社       | 沖（位置）     | 健御名方命 稲倉魂命 面足神 惶根神 誉田別神 月読命 |          |        |                | ケヤキは県指定天然記念物 |
| 大前恵比寿神社 | 東郷（位置）   | 事代主神                                          |          |        | 大前恵比寿神社 | |
| 桜町二宮神社   | 物井（位置）   | 二宮尊徳                                          |          |        |                | 桜町陣屋跡は国の史跡 |
| 十二所神社     | 西田井（位置） | 天代七代 地神五代                                 |          |        |                | 本殿は市指定有形文化財 |
| 雷神社         | 西郷（位置）   | 別雷大神                                          |          |        |                | 本殿は市指定有形文化財 |
| 表 話 編 歴    |                |                                                   |          |        |                | |

## 大田原市
大田原市にある神社
| 神社名         | 所在地         | 主な祭神                   | 神社系列 | 神社庁 | 公式サイト | 備考 |
| 大田原神社     | 山の手（位置） | 大己貴命 少彦名命          | 温泉神社 |        |            | 郷社 石灯籠は市指定有形文化財 額絵馬は市指定有形民俗文化財 太子祭が行われる                                                       |
| 那須神社       | 南金丸（位置） | 応神天皇                   | 八幡宮   |        |            | 郷社 本殿、楼門、銅製鰐口、太刀は県指定有形文化財 甲冑、石灯籠、手水舟は市指定有形文化財 永代々神楽、獅子舞は市指定無形民俗文化財 |
| 福原八幡宮     | 福原（位置）   | 誉田別命                   | 八幡宮   |        |            | 郷社 本殿は市指定有形文化財 |
| 大宮温泉神社   | 中野内（位置） | 大己貴命 素盞嗚命 大国魂命 | 温泉神社 |        |            | 郷社 獅子舞、太々神楽は市指定無形民俗文化財 スギは市指定天然記念物                                                                |
| 上石上温泉神社 | 上石上（位置） | 大己貴命 素盞嗚命          | 温泉神社 |        |            | 村社 城鍬舞は県指定無形民俗文化財                                                                                                 |
| 滝岡温泉神社   | 滝岡（位置）   | 大己貴命 少彦名命          | 温泉神社 |        |            | 村社 アカガシ群生地は市指定天然記念物                                                                                             |
| 滝沢神社       | 滝沢（位置）   | 大山祇神                   |          |        |            | 村社 本殿は市指定有形文化財 |
| 笠石神社       | 湯津上（位置） | 那須葦提                   |          |        |            | 神体の那須国造碑は国宝 |
| 八龍神社       | 羽田（位置）   | 級長戸辺命                 |          |        |            | 能面は市指定有形文化財 太々神楽、天祭は市指定無形民俗文化財                                                                       |
| 三島神社       | 寒井（位置）   | 大山祇神 大己貴神 少彦名神 | 三島神社 |        |            | イチョウは県指定天然記念物 |
| 湯泉神社       | 大豆田（位置） | 大己貴命 少彦名命          | 温泉神社 |        |            | 社叢は県指定天然記念物 |
| 表 話 編 歴    |                |                            |          |        |            | |

## 矢板市
矢板市にある神社
| 神社名      | 所在地       | 主な祭神                   | 神社系列   | 神社庁 | 公式サイト | 備考 |
| 木幡神社    | 木幡（位置） | 正哉吾勝々速日天忍穂耳命   | 許波多神社 |        |            | 郷社 本殿、楼門は国の重要文化財 木造金剛夜叉明王坐像は県指定有形文化財 鉄灯籠、陶製狛犬、蝉錠、神像は市指定有形文化財 神号奉額、和算扁額は市指定有形民俗文化財 太々神楽は市指定無形民俗文化財 社叢は市指定天然記念物 |
| 生駒神社    | 玉田（位置） | 豊宇気姫命                 |            |        |            | 村社 |
| 塩竃神社    | 矢板（位置） | 塩土翁命 武甕槌命 経津主命 | 鹽竈神社   |        |            | 村社 勝海舟筆の扁額が現存 |
| 石上神社    | 大槻（位置） | 布都御魂大神               | 石上神社   |        |            | スギは市指定天然記念物 |
| 表 話 編 歴 |              |                            |            |        |            | |

## 那須塩原市
那須塩原市にある神社
| 神社名                          | 所在地                        | 主な祭神                                   | 神社系列 | 神社庁 | 公式サイト | 備考 |
| 乃木神社                        | 石林（位置）                  | 乃木希典                                   | 乃木神社 |        | 乃木神社   | 県社 乃木希典那須野旧宅は県指定史跡 樹林、ノギカワモズクは市指定天然記念物 御田植祭が行われる                    |
| 新湯温泉神社                    | 湯本塩原（位置）              | 大己貴命                                   | 温泉神社 |        |            | 村社 石幢は県指定有形文化財 本殿は市指定有形文化財                                                               |
| 黒磯神社                        | 宮町（位置）                  | 天照皇大御神 大己貴命 宇迦御魂命           |          |        | 黒磯神社   | 村社 太々神楽は市指定無形民俗文化財 毎年8月15日に郷土出身の大東亜戦争の戦没者の慰霊祭が行われる                  |
| 塩原八幡宮                      | 中塩原（位置）                | 誉田別命                                   | 八幡宮   |        |            | 村社 逆杉は国の天然記念物 塩原平家獅子舞は県指定無形民俗文化財 本殿は市指定有形文化財 オオトチは市指定天然記念物 |
| 高林神社                        | 高林（位置）                  | 大己貴命 少彦名命                          | 温泉神社 |        |            | 村社 高林の獅子舞は市指定無形民俗文化財                                                                          |
| 嶽山箒根神社 嶽山箒根神社奥の院 | 宇都野（位置） 宇都野（位置） | 豊城入彦命 伊弉諾命 大己貴命 事代主命      |          |        |            | 村社 奥の院本殿、遥拝殿は市指定有形文化財 梵天上げは市指定無形民俗文化財 スギは市指定天然記念物                  |
| 鍋掛神社                        | 鍋掛（位置）                  | 火産霊神                                   |          |        |            | 村社 芭蕉の句碑は市指定有形文化財 鍋掛の一里塚は市指定史跡                                                       |
| 波立温泉神社                    | 波立（位置）                  | 大己貴命 少彦名命                          | 温泉神社 |        |            | 村社 城主安全碑は市指定有形文化財                                                                                |
| 箒根神社                        | 金沢（位置）                  | 豊城入彦命                                 |          |        |            | 村社 本殿は市指定有形文化財 真木城跡は市指定史跡                                                                 |
| 箒根神社                        | 上大貫（位置）                | 豊城入彦命                                 |          |        |            | 村社 上大貫の城鍬舞は県指定無形民俗文化財                                                                        |
| 箒根神社                        | 上塩原（位置）                | 大己貴命                                   |          |        |            | 村社 本殿は市指定有形文化財 上塩原古代獅子舞、上塩原源太踊りは市指定無形民俗文化財                               |
| 愛宕神社                        | 関谷（位置）                  | 軻遇突智命                                 | 愛宕神社 |        |            | 関谷の城鍬舞は県指定無形民俗文化財                                                                               |
| 板室温泉神社                    | 板室（位置）                  | 大己貴命 少彦名命                          | 温泉神社 |        |            | 本殿は市指定有形文化財                                                                                           |
| 烏森神社                        | 三区町（位置）                | 天照大神 豊受大神 倉稲魂神 印南丈作 矢板武 |          |        |            | 印南丈作の頌徳碑は市指定有形文化財 烏ヶ森の丘は市指定史跡                                                        |
| 三島神社                        | 三島（位置）                  | 豊受大神                                   |          |        |            | 三島通庸の肖像画、三島弥太郎の肖像画は市指定有形文化財                                                           |
| 表 話 編 歴                     |                               |                                            |          |        |            | |

## さくら市
さくら市にある神社
| 神社名       | 所在地         | 主な祭神              | 神社系列 | 神社庁 | 公式サイト   | 備考 |
| 氏家今宮神社 | 馬場（位置）   | 素盞嗚命              |          |        | 氏家今宮神社 | 郷社 本殿、楼門、今宮神社奉納句などは市指定有形文化財 天保飢饉絵馬は市指定有形民俗文化財 イチョウは市指定天然記念物、栃木県名木百選 |
| 喜連川神社   | 喜連川（位置） | 須佐之男命 櫛名田姫命 | 津島神社 |        |              | 郷社 板絵著色神輿渡御図は県指定有形文化財 獅子頭は市指定有形文化財                                                                  |
| 表 話 編 歴  |                |                       |          |        |              | |

## 那須烏山市
那須烏山市にある神社
| 神社名      | 所在地       | 主な祭神                   | 神社系列 | 神社庁 | 公式サイト | 備考 |
| 加茂神社    | 月次（位置） | 別雷神                     | 加茂神社 |        |            | 郷社 本殿は市指定有形文化財 献額・絵馬群は市指定有形民俗文化財                                                                      |
| 宮原八幡宮  | 宮原（位置） | 誉田別命                   | 八幡宮   |        |            | 郷社 本殿は県指定有形文化財 絵馬は市指定有形民俗文化財 太々神楽は市指定無形民俗文化財                                               |
| 稲積神社    | 下境（位置） | 稲倉魂命 大己貴命 少彦名命 |          |        |            | 村社 板絵著色楊貴妃図、板絵著色韓信の股くぐり図は県指定有形文化財 絵馬は市指定有形民俗文化財 下境ささら獅子舞は市指定無形民俗文化財 |
| 三箇神社    | 三箇（位置） | 火産霊神                   |          |        |            | 村社 塙の天祭は国の選択無形民俗文化財                                                                                               |
| 八雲神社    | 中央（位置） | 素盞嗚命                   | 祇園神社 |        |            | 村社 烏山の山あげ行事は国の重要無形民俗文化財                                                                                       |
| 寿亀山神社  | 中央（位置） | 大久保常春                 |          |        |            | 大久保常春の厨子、木像は市指定有形文化財                                                                                            |
| 表 話 編 歴 |              |                            |          |        |            | |

## 下野市
下野市にある神社
| 神社名         | 所在地         | 主な祭神          | 神社系列 | 神社庁 | 公式サイト     | 備考                                                                                |
| 本吉田八幡宮   | 本吉田（位置） | 誉田別命          | 八幡宮   |        |                | 郷社 石造手洗鉢は市指定有形文化財                                                   |
| 愛宕神社       | 国分寺（位置） | 火産霊命          | 愛宕神社 |        |                | 村社 愛宕塚古墳は県指定史跡                                                         |
| 金井神社       | 小金井（位置） | 磐裂根裂神        |          |        |                | 村社 本殿は市指定有形文化財                                                         |
| 下古山星宮神社 | 下古山（位置） | 磐裂之神 根裂之神 |          |        | 下古山星宮神社 | 村社 太々神楽は市指定無形民俗文化財                                                 |
| 薬師寺八幡宮   | 薬師寺（位置） | 誉田別之命        | 八幡宮   |        | 薬師寺八幡宮   | 村社 本殿、拝殿は県指定有形文化財 大絵馬は市指定有形文化財 ケヤキは市指定天然記念物 |
| 表 話 編 歴    |                |                   |          |        |                |                                                                                     |

## 河内郡上三川町
河内郡上三川町にある神社
| 神社名      | 所在地           | 主な祭神 | 神社系列 | 神社庁 | 公式サイト | 備考 |
| 白鷺神社    | しらさぎ（位置） | 日本武尊 | 鷲神社   |        | 白鷺神社   | 郷社 鳥居は町指定有形文化財 神楽は町指定無形民俗文化財 1989年（平成元年）から1992年（平成4年）にかけて社殿を改修 |
| 上郷神社    | 上郷（位置）     | 瓊々杵尊 |          |        |            | 村社 鰐口は町指定有形文化財 神楽は町指定無形民俗文化財                                                           |
| 高龗神社    | 西木代（位置）   | 高龗神   |          |        |            | 村社 天棚は町指定有形民俗文化財 古墳は町指定史跡                                                                 |
| 高お神社    | 東汗（位置）     | 高龗神   |          |        |            | 村社 アカガシは町指定天然記念物                                                                                  |
| 表 話 編 歴 |                  |          |          |        |            | |

## 芳賀郡

### 益子町
芳賀郡益子町にある神社
| 神社名      | 所在地         | 主な祭神         | 神社系列 | 神社庁 | 公式サイト | 備考                                                                            |
| 亀岡八幡宮  | 小宅（位置）   | 誉田別命         | 八幡宮   |        |            | 郷社 小宅古墳群は県指定史跡                                                     |
| 八幡神社    | 長堤（位置）   | 誉田別命         | 八幡宮   |        |            | 郷社 本殿、鳥居は町指定有形文化財 長堤太々神楽は町指定無形民俗文化財            |
| 鹿島神社    | 益子（位置）   | 武甕槌命         | 鹿島神社 |        | 鹿島神社   | 村社 益子祇園祭の御神酒頂戴式は町指定無形民俗文化財                             |
| 綱神社      | 上大羽（位置） | 阿遅鉏高日子根命 |          |        |            | 村社 本殿は国の重要文化財 太々神楽は町指定無形民俗文化財 シイは町指定天然記念物 |
| 日枝神社    | 七井（位置）   | 天太玉命         | 日吉神社 |        |            | 村社 本殿は町指定有形文化財                                                     |
| 表 話 編 歴 |                |                  |          |        |            |                                                                                 |

### 茂木町
芳賀郡茂木町にある神社
| 神社名      | 所在地         | 主な祭神                   | 神社系列 | 神社庁 | 公式サイト | 備考                                                                                  |
| 荒橿神社    | 小井戸（位置） | 国常立尊 国狭槌命 豊斟渟尊 |          |        |            | 県社 式内社（下野国芳賀郡荒樫神社） ケヤキは県指定天然記念物                          |
| 河井八幡宮  | 河井（位置）   | 誉田別命                   | 八幡宮   |        |            | 村社 社叢は県指定天然記念物 本殿は町指定有形文化財 河井のささらは町指定無形民俗文化財 |
| 羽黒神社    | 町田（位置）   | 稲倉魂命                   | 羽黒神社 |        |            | 村社 千本城跡は県指定史跡                                                             |
| 八雲神社    | 茂木（位置）   | 素盞嗚命 稲田姫命 大国主命 | 祇園神社 |        | 八雲神社   | 村社 兜、鎧、八雲神社文書は町指定有形文化財                                           |
| 愛宕神社    | 小貫（位置）   | 火産霊神                   | 愛宕神社 |        |            | 木造十一面観音立像、小貫観音堂は県指定有形文化財                                      |
| 表 話 編 歴 |                |                            |          |        |            |                                                                                       |

### 市貝町
芳賀郡市貝町にある神社
| 神社名      | 所在地         | 主な祭神   | 神社系列 | 神社庁 | 公式サイト | 備考                                                                                                  |
| 高龗神社    | 田野辺（位置） | 軻遇突智命 |          |        |            | 村社 本殿は町指定有形文化財 田野辺の天祭天棚は町指定有形民俗文化財 田野辺の天祭は町指定無形民俗文化財 |
| 日枝神社    | 市塙（位置）   | 大山咋神   | 日吉神社 |        |            | 村社 本殿は町指定有形文化財 八朔祭は町指定無形民俗文化財 スギは町指定天然記念物                       |
| 表 話 編 歴 |                |            |          |        |            | |

### 芳賀町
芳賀郡芳賀町にある神社
| 神社名       | 所在地           | 主な祭神                   | 神社系列 | 神社庁 | 公式サイト   | 備考 |
| 西水沼天満宮 | 西水沼（位置）   | 菅原道真                   | 天満宮   |        | 西水沼天満宮 | 郷社 寺子屋風景図は町指定有形文化財 太々神楽は町指定無形民俗文化財 スギ、サカキ、ハルニレは町指定天然記念物 |
| 八雲神社     | 稲毛田（位置）   | 素盞嗚命                   | 祇園神社 |        |              | 郷社 稲毛田八雲神社太々神楽は町指定無形民俗文化財 エノキ、ケヤキ、スギ、サワラは町指定天然記念物            |
| 祖母井神社   | 祖母井（位置）   | 彦火火出見命               |          |        |              | 村社 本殿は県指定有形文化財 姥ケ池は町指定史跡                                                              |
| 行事神社     | 西高橋（位置）   | 武甕槌命 大己貴命          |          |        |              | 村社 亀の子塚古墳は県指定史跡                                                                               |
| 十二所神社   | 東水沼（位置）   | 天神七代 地神七代          |          |        |              | 村社 本殿は町指定有形文化財 スギ、モミは町指定天然記念物 藤山古墳は町指定史跡                               |
| 芳賀安住神社 | 下高根沢（位置） | 素盞嗚命 大己貴命 少彦名命 |          |        |              | 村社 ケヤキは町指定天然記念物、栃木県名木百選                                                               |
| 星宮神社     | 上稲毛（位置）   | 磐裂神 根裂神              |          |        |              | 村社 本殿は町指定有形文化財                                                                                 |
| 星宮神社     | 芳志戸（位置）   | 甕速日神                   |          |        |              | 村社 太々神楽は町指定無形民俗文化財 スギは町指定天然記念物                                                  |
| 諏訪神社     | 八ツ木（位置）   | 建御名方神                 |          |        |              | 村社 |
| 表 話 編 歴  |                  |                            |          |        |              | |

## 下都賀郡

### 壬生町
下都賀郡壬生町にある神社
| 神社名       | 所在地       | 主な祭神                   | 神社系列 | 神社庁 | 公式サイト   | 備考                                                                  |
| 雄琴神社     | 通町（位置） | 天照大神 天武天皇 舎人親王 | 雄琴神社 |        |              | 郷社 銅製鳥居は県指定有形文化財 本殿、拝殿、随神門は町指定有形文化財  |
| 磐裂根裂神社 | 安塚（位置） | 磐裂神 根裂神              |          |        | 磐裂根裂神社 | 村社 亀塚古墳は県指定史跡                                             |
| 精忠神社     | 本丸（位置） | 鳥居元忠                   |          |        |              | 壬生城跡に鎮座 畳塚には鳥居元忠の自刃の際の血染めの畳が埋められている |
| 表 話 編 歴  |              |                            |          |        |              |                                                                       |

### 野木町
下都賀郡野木町にある神社
| 神社名      | 所在地       | 主な祭神     | 神社系列 | 神社庁 | 公式サイト | 備考 |
| 野木神社    | 野木（位置） | 菟道稚郎子命 |          |        |            | 郷社 算額、絵馬は町指定有形文化財 太々神楽は町指定無形民俗文化財 イチョウは町指定天然記念物、栃木県名木百選 |
| 表 話 編 歴 |              |              |          |        |            | |

## 塩谷郡

### 塩谷町
塩谷郡塩谷町にある神社
| 神社名      | 所在地       | 主な祭神   | 神社系列   | 神社庁 | 公式サイト | 備考                                                           |
| 岩戸別神社  | 船生（位置） | 天手力雄命 | 手力雄神社 |        |            | 村社 社叢は町指定天然記念物 力もち神事では餅つき大会が行われる |
| 大宮神社    | 大宮（位置） | 軻遇突智命 |            |        |            | 村社 シダレザクラは町指定天然記念物                            |
| 東護神社    | 風見（位置） | 大己貴命   |            |        |            | 村社 風見の神楽は県指定無形民俗文化財                          |
| 表 話 編 歴 |              |            |            |        |            |                                                                |

### 高根沢町
塩谷郡高根沢町にある神社
| 神社名      | 所在地           | 主な祭神                            | 神社系列 | 神社庁 | 公式サイト | 備考                                                       |
| 白鬚神社    | 宝積寺（位置）   | 猿田彦神 表筒男命 中筒男命 底筒男命 | 白鬚神社 |        |            | 村社 ケヤキは町指定天然記念物、栃木県名木百選              |
| 安住神社    | 上高根沢（位置） | 底筒男命 中筒男命 表筒男命 神功皇后 | 住吉神社 |        | 安住神社   | 村社 本殿は県指定有形文化財 太々神楽は町指定無形民俗文化財 |
| 表 話 編 歴 |                  |                                     |          |        |            |                                                            |

## 那須郡

### 那須町
那須郡那須町にある神社
| 神社名         | 所在地         | 主な祭神                                         | 神社系列 | 神社庁 | 公式サイト | 備考 |
| 那須温泉神社   | 湯本（位置）   | 大己貴命 少彦名命                                | 温泉神社 |        |            | 郷社 式内社（下野国那須郡温泉神社） 大沢獅子舞は町指定無形民俗文化財 湯本温泉源は町指定天然記念物 献湯祭が行われる |
| 伊王野温泉神社 | 伊王野（位置） | 大己貴命 少彦名命 誉田別命                       | 温泉神社 |        |            | 郷社 本殿は町指定有形文化財 伊王野温泉神社付け祭りは町指定無形民俗文化財 オオスギは町指定天然記念物                |
| 湯泉神社       | 芦野（位置）   | 大己貴命 誉田別命 事代主命 三穂津姫命 建御名方命 | 温泉神社 |        |            | オオスギは県指定天然記念物                                                                                         |
| 表 話 編 歴    |                |                                                  |          |        |            | |

### 那珂川町
那須郡那珂川町にある神社
| 神社名       | 所在地         | 主な祭神                              | 神社系列 | 神社庁 | 公式サイト   | 備考 |
| 健武山神社   | 健武（位置）   | 日本武尊 金山彦尊                     |          |        |              | 郷社 式内社（下野国那須郡健武山神社） 棟札は町指定有形文化財                                                          |
| 鷲子山上神社 | 矢又（位置）   | 天日鷲命                              |          |        | 鷲子山上神社 | 郷社 茨城県と栃木県の県境に位置 本殿、随神門は茨城、栃木の両県から有形文化財の指定を受けている スギは町指定天然記念物 |
| 三和神社     | 三輪（位置）   | 大物主命                              | 三輪神社 |        |              | 郷社 式内社（下野国那須郡三和神社） 三和天祭りは町指定無形民俗文化財                                                  |
| 諏訪神社     | 富山（位置）   | 建御名方命                            | 諏訪神社 |        |              | 村社 富山の佐々良舞は県指定無形民俗文化財 本殿は町指定有形文化財 スギは町指定天然記念物                               |
| 戸隠神社     | 大内（位置）   | 手力雄命                              | 戸隠神社 |        |              | 村社 イチョウは県指定天然記念物                                                                                       |
| 向田神社     | 北向田（位置） | 須佐之男命 大己貴命 日本武命 事代主命 |          |        |              | 村社 ケヤキは県指定天然記念物、栃木県名木百選 棟札は町指定有形文化財                                                  |
| 表 話 編 歴  |                |                                       |          |        |              | |